# MotoGP svéd nagydíj
A MotoGP svéd nagydíja a MotoGP egy korábbi versenye, melyet 1958-tól 1990-ig összesen 22 alkalommal rendeztek meg.

## A győztesek
| Év   | Helyszín     | 80 cm³            | 125 cm³            | 250 cm³           | 350 cm³           | 500 cm³           | Összefoglaló |
| ---- | ------------ | ----------------- | ------------------ | ----------------- | ----------------- | ----------------- | ------------ |
| 1990 | Anderstorp   |                   | Hans Spaan         | Carlos Cardús     |                   | Wayne Rainey      | Összefoglaló |
| 1989 | Anderstorp   |                   | Àlex Crivillé      | Sito Pons         |                   | Eddie Lawson      | Összefoglaló |
| 1988 | Anderstorp   |                   | Jorge Martínez     | Sito Pons         |                   | Eddie Lawson      | Összefoglaló |
| 1987 | Anderstorp   |                   | Fausto Gresini     | Anton Mang        |                   | Wayne Gardner     | Összefoglaló |
| 1986 | Anderstorp   |                   | Fausto Gresini     | Carlos Lavado     |                   | Eddie Lawson      | Összefoglaló |
| 1985 | Anderstorp   |                   | August Auinger     | Anton Mang        |                   | Freddie Spencer   | Összefoglaló |
| 1984 | Anderstorp   |                   | Fausto Gresini     | Manfred Herweh    |                   | Eddie Lawson      | Összefoglaló |
| Év   | Helyszín     | 50 cm³            | 125 cm³            | 250 cm³           | 350 cm³           | 500 cm³           | Összefoglaló |
| 1983 | Anderstorp   |                   | Bruno Kneubühler   | Christian Sarron  |                   | Freddie Spencer   | Összefoglaló |
| 1982 | Anderstorp   |                   | Ivan Palazzese     | Roland Freymond   |                   | Katajama Takazumi | Összefoglaló |
| 1981 | Anderstorp   |                   | Ricardo Tormo      | Anton Mang        |                   | Barry Sheene      | Összefoglaló |
| 1979 | Karlskoga    |                   | Pier Paolo Bianchi | Graziano Rossi    |                   | Barry Sheene      | Összefoglaló |
| 1978 | Karlskoga    |                   | Pier Paolo Bianchi | Gregg Hansford    | Gregg Hansford    | Barry Sheene      | Összefoglaló |
| 1977 | Anderstorp   | Ricardo Tormo     | Angel Nieto        | Mick Grant        | Katajama Takazumi | Barry Sheene      | Összefoglaló |
| 1976 | Anderstorp   | Angel Nieto       | Pier Paolo Bianchi | Katajama Takazumi |                   | Barry Sheene      | Összefoglaló |
| 1975 | Anderstorp   | Eugenio Lazzarini | Paolo Pileri       | Walter Villa      |                   | Barry Sheene      | Összefoglaló |
| 1974 | Anderstorp   | Henk van Kessel   | Kent Andersson     | Katajama Takazumi | Teuvo Länsivuori  | Teuvo Länsivuori  | Összefoglaló |
| 1973 | Anderstorp   | Jan de Vries      | Börje Jansson      | Dieter Braun      | Teuvo Länsivuori  | Phil Read         | Összefoglaló |
| 1972 | Anderstorp   | Jan de Vries      | Angel Nieto        | Rod Gould         | Giacomo Agostini  | Giacomo Agostini  | Összefoglaló |
| 1971 | Anderstorp   | Angel Nieto       | Barry Sheene       | Rod Gould         | Giacomo Agostini  | Giacomo Agostini  | Összefoglaló |
| 1961 | Kristianstad |                   | Luigi Taveri       | Mike Hailwood     | František Šťastný | Gary Hocking      | Összefoglaló |
| 1959 | Kristianstad |                   | Tarquinio Provini  | Gary Hocking      | John Surtees      |                   | Összefoglaló |
| 1958 | Hedemora     |                   | Alberto Gandossi   | Horst Fügner      | Geoff Duke        | Geoff Duke        | Összefoglaló |